# 櫛形村 (三重県)
櫛形村（くしがたむら）は三重県安濃郡にあった村。現在の津市、安濃川の右岸、穴倉川の下流域、伊勢自動車道・津インターチェンジの西南西一帯にあたる。

## 地理
- 山岳：長谷山
- 河川：安濃川、穴倉川

## 歴史
- 1889年（明治22年）4月1日 - 町村制の施行により、安濃郡殿村・産品村・小舟村・分部村の区域をもって櫛形村が発足。
- 1943年（昭和18年）8月31日 - 津市に編入。同日櫛形村廃止。

## 交通

### 鉄道路線
- 安濃鉄道
  - 片田支線（1927年廃止）：分部駅 - 産品駅

### 道路
現在は旧村域を伊勢自動車道が通過するが、当時は未開通。